# Reclusoir des Innocents
Le reclusoir des Innocents également appelé reclusoir des Saints-Innocents était un reclusoir situé dans l'enceinte du cimetière des Saints-Innocents et adossé à l'église des Saints-Innocents dans le quartier des Halles de Paris.

## Origine du nom
Il tient son nom de l'église des Saints-Innocents qui était dédiée aux « saints Innocents », enfants de Judée massacrés sur l'ordre du roi Hérode.

## Présentation
Le reclusoir, dont la porte était murée dès l'entrée de la recluse, était une espèce de cellule de pierre, étroite et ne recevant le jour et l'air que par deux sortes de meurtrières grillées, dont l'une ouvrait sur la voie publique et servait à la recluse à recevoir ses aliments, et l'autre, donnant dans l'église même, lui permettait de prendre part aux cérémonies religieuses.
La coutume voulait au Moyen Âge que l'on construise, auprès des lieux de retraite ou de prière, des cellules dans lesquelles des femmes ou hommes dévots se reclusaient volontairement de la société en signe de pénitence et de dévotion. À ne pas confondre avec les ermites qui s’isolaient volontairement de la société en signe de contemplation et de dévotion. 
Contrairement à l’ermitage, l’Eglise catholique a toujours critiqué la reclusion et a fini par l’interdire.

## Historique
Le cimetière des Saints-Innocents posséda jusqu'à deux reclusoirs à la fois, le premier entre l'église et la fontaine et le second du côté opposé.
De 1350 à 1421, on rencontre une recluse aux Innocents. Celle-ci reçoit régulièrement en aumône des rois de France une somme de vingt sous par an.
L'Histoire nous a laissé le nom de quatre recluses :
1. Jeanne la Verrière, ou Jeanne la Vodrière qui avait été enfermée volontairement dans la cellule, le 11 octobre 1422.
2. Alix la Burgotte, religieuse à l'hôpital Sainte-Catherine, enfermée volontairement, qui y mourut le 29 juin 1466 après y avoir demeuré au moins 46 ans comme l'indiquait son tombeau situé dans l'église des Saints-Innocents.
3. Renée de Vendômois, femme du seigneur Jean de Saint-Berthevin, seigneur de Souday, enfermée à partir de 1485. Ayant fait assassiner son mari, et s'étant rendue coupable d'adultère, elle fut condamnée par le prévôt de Paris à être brûlée vive sur la place du Marché-aux-Pourceaux. Mais le roi Charles VIII lui ayant fait grâce de la vie, sa peine fut commuée en une prison perpétuelle, et elle fut condamnée à subir le châtiment que d'ordinaire les recluses s'imposaient d'elles-mêmes en expiation d'une vie déréglée. La sentence de son jugement, inséré aux registres du parlement de Paris, porte qu'elle est condamnée « à demourer perpétuellement recluse et enmurée au cymetiere des Saints-Innocents à Paris, en une petite maison qui lui sera faicte à ses dépens et des premiers deniers venans de ses biens, joignant l'église, ainsi que anciennement elle estoit ». On peut donc penser que le reclusoir initial était détruit à l'époque de cette condamnation[1],[2],[3].
4. Jeanne la Panoncelle, originaire de Saumur

Un passage extrait d'un testament laissé par une bourgeoise de Paris morte en 1247, nous prouve qu'il y en avait quatre à cette époque, car ce testament contient un legs de 20 livres en faveur de quatre recluses des Innocents : « Quatuor inclusis Innocentium XX solidos ».

En 1496, l'official de Paris ayant enjoint aux marguilliers des Innocents de lui construire une logette, et ces derniers s'y étant refusés, ils furent frappés d'excommunication jusqu'à ce qu'ils se soumissent à cette l'injonction. On en peut conclure qu'au XVe siècle il y avait encore simultanément plusieurs recluses dans cette église.

### Alix la Burgotte
Une femme nommée Alix La Bourgeotte, où Alix la Burgotte, s'était retirée à l'hôpital Sainte-Catherine dans la rue Saint-Denis en tant que religieuse.
Après un certain temps, elle manifesta le désir de se cloîtrer complètement. Quand on eut éprouvé sa vocation, il lui fut permis d'exécuter son projet. Le 2 juillet 1424, elle acquit de Jean Nicolas, papetier, bourgeois de Paris, un terrain d'environ cinq toises, entre l'église et la fontaine des Innocents (la fontaine n'existait pas à cette époque), en bordure de la rue Saint-Denis afin d'y établir son reclusoir. Elle y vécut saintement jusqu'au 29 juin 1466.
À sa mort, le roi Louis XI lui fit élever dans l'église auprès de laquelle elle s'était sanctifiée un tombeau de bronze sur lequel était représentée une religieuse tenant un livre ouvert. Par son testament, elle avait donné aux marguillers de la paroisse son reclusoir, ses heures à fermoirs d'argent, sa chapelle garnie de calice, nappe d'autel, missel, chasubles, ses reliques et le reste de tous ses biens :
« Le 28 juillet 1466, Me Robert Perier, prêtre, chappelain en l'église des Saints-Innocens, Michel Le Borgne, tondeur de draps, et Jehan de Sainct-Jehan, tailleur de robbes, demourans à Paris, comme exécuteurs du testament de deffuncte sœur Alix La Bourgeotte, en son vivant recluse en la dicte église, confessent avoir fait dellivrance aux dictz marguilliers de la maison ou recluz qui appartenoit à la dicte deffuncte et où elle soulloiet habiter et demourer, ensemble ses bonnes heures à fermoirs d'argent, sa chapelle garnie de calice, nappe, messel, chasubles et ses relicques et generallement le résidu de tous ses biens... »

### Jeanne la Verrière
Il y avait dix-huit ans environ qu'Alix la Burgotte habitait sa cellule quand, sur la recommandation du curé de Sainte-Croix de la Cité, une certaine Jeanne La Verrière
obtint l'autorisation de finir ses jours dans une maisonnette édifiée pour elle dans le jardin du même cimetière, auprès de l'église. Cette nouvelle construction formait probablement le pendant de celle d'Alix La Burgotte.
Jeanne La Verrière prit possession de son reclusoir le 11 octobre 1442. La cérémonie fut présidée par l'évêque de Paris, Denis du Moulin, et on fit un beau sermon devant une grande multitude de curieux.

### Jeanne Pannoncelle
Jeanne Pannoncelle, native de Saumur en Anjou, était veuve de Nicolas Boudet, marchand, et mère de Pierre Boudet, prêtre boursier du collège de Saint-Nicolas-du-Louvre à Paris. On trouve trace de cette recluse en 1496, 1509, 1511 et 1523.
Le 15 février 1496, l'official de Paris annule les censures obtenues par Johanne Pannoncelle recluse aux Saints-Innocents, contre Jean de Laval et autres marguilliers des dits Saints-Innocents, à la condition qu'ils feront construire en temps opportun « certam dumnunculam pro ipsa reclusa ».
Le 26 septembre 1509, une messe avait été fondée par cette recluse dans l'église des Saincts-Innocents, en la chapelle Sainte-Anne. Elle demande une épitaphe dans l'église Sainte-Opportune et à être inscrite au martyrologe après sa mort.
5 avril 1511, avant Pâques. « « Devant Jaques de Launay et Nicolas de Chameray, notaires au Chastelet, fut présente en sa personne relligieuse et dévote femme, seur Jehanne Penanceau, native de la ville de Saulmur ou diocèse d'Angiers, à présent recluze en l'église des Saincts-Innocents à Paris », laquelle fonde une messe basse chaque vendredi en l'église Sainte-Opportune à Paris, l'autel Sainte-Anne, messe qui sera dite par un chapelain « ou par son filz nommé maistre Pierre Boudet, sitost qu'il sera prestre. » »
parch.
11 septembre 1523. « « Vénérable et discrette personne Maitre Pierre Boudet, prêtre, boursier du colleige de Sainct-Nicolas-du-Louvre à Paris, filz de
feu Nicolas Boudet, en son vivant marchant demourant à Saumur, diocèse d'Angers, et de sœur Jehanne Penanceau, jadis sa femme, lors recluse, au dict lieu de Sainct-Innocent, » fondent, dans la chapelle Sainte-Anne de l'église des dits Innocents, où ils veulent être inhumés, vêpres, complies et grand'messe, le 5 mai, « vigile saint Jean porte Latine. » »